# Beau Sancy
Beau Sancy er en diamant på 34,98 karat udvundet i en diamantmine i Indien, som er slebet i en pære-rosetform. Siden den kom til Europa i det 16. århundrede, har diamanten været ejet af flere europæiske kongelige huse, herunder Huset Medici samt regenterne af England og Preussen. Efter mere end 300 år i Huset Hohenzollerns besiddelse, blev den solgt i 2012 på Sotheby's auktion i Genève for $9,57 millioner til en anonym køber.

## Historie
Beau Sancy stammer fra de berømte diamantminer omkring Golconda i den indiske stat Telangana. Som dens søstersten, Sancy-diamanten, er Beau Sancy en del af de sten der kendes som Golconda-diamanterne, som også inkluderer Koh-i-Noor og og Hope-diamanten. Beau Sancy kaldes også sommetider for "den lille Sancy" for at adskille den fra sin større søstersten.
Det er ukendt hvornår Beau Sancy første gang kom til Europa, men den tidligste dokumentation på dens eksistens stammer fra da Nicolas de Harlay, seigneur de Sancy, erhverver sig diamanten. Den blev højest sandsynligt erhvervet af de Sancy i Konstantinopel, hvor han var Frankrigs ambassadør ved sultan Selim 2.'s hof. Da de Sancy stod overfor økonomiske vanskeligheder ved at rejse en hær for Henrik 3. af Frankrig, var han nødsaget til at sælge ud af nogle af sine juveler, blandt dem begge Sancy-diamanter (det menes, at begge sten fik deres navne efter salget af dem omkring år 1589).
På samme tid ønskede Marie af Medici at erhverve sig den største diamant, hun kunne finde på markedet. Udover at være arving af Huset Medici og derved modtager af en enorm formue, havde Marie også arvet en kærlighed til diamanter fra sin far, Francesco 1. de' Medici, Storhertug af Toscana. Da de Sancy satte sine ædelstene til salg, så Marie sin mulighed for at købe den 55-karat store Sancy-diamant, den største diamant der på daværende tidspunkt nogensinde har været på det europæiske marked. Hun blev imidlertid overbudt af kong Jakob 6. af Skotland og 1. af England, som brugte den store Sancy-diamant i smykket Storbritanniens Spejl. Marie skyndte sig herefter at erhverve den også imponerende store 35-karat diamant Beau Sancy i stedet, som egentlig blev givet til hende i gave af hendes ægtemand, Henrik 4. af Frankrig i 1604. Marie af Medici fik (ved sin kroning som dronning af Frankrig i 1610 i Basilique de Saint-Denis) indsat Beau Sancy-diamanten på toppen af hendes krone, der var udsmykket med perler og diamanter. Beau Sancy-diamanten er tydelig afbilledet i hendes kroningsportræt af Frans Pourbus den Yngre.
Da Henrik 4. blev snigmyrdet kort tid efter kroningen, blev Marie af Medici regent af Frankrig som formynder for sin søn, den 9-årige Ludvig 13. af Frankrig, som sendte hende i eksil i 1617 på grund af hendes dårlige forvaltning og konstante politiske intriger. Marie flygtede fra Frankrig i 1630 og forblev i eksil i Köln indtil sin død i 1642. På trods af hendes stigende gæld, formåede Marie at holde fast i besiddelsen af Beau Sancy, men måtte til sidst sælges for at betale for hendes begravelse og en række andre udgifter.
Køberen var Frederik Henrik af Oranien, som købte stenen af en ædelstenssælger fra Amsterdam for en pris af 80.000 floriner. Selvom dette var en betragtelig udgift, vurderede hofjuveleren Thomas Cletcher diamantens værdi til over 150.000 gylden, hvilket gjorde handlen til et kup. Frederik Henrik købte den som gave til sin nye svigerdatter, den 10-årige Maria, prinsesse af Oranien, datter af Karl 1. af England, som også var barnebarn af Marie af Medici. Diamanten forblev i Huset Oraniens besiddelse de følgende år, men Maria pantsatte Beau Sancy i 1659 for at støtte sin bror, Karl 2. af England, som forsøgte at generobre den engelske krone til Huset Stuart. Restaurationen begyndte succesfuldt i England, og Maria tog over til sin bror i London, hvor hun døde i 1661 uden at have indløst diamanten eller returneret hendes andre smykker fra England. Denne opgave faldt på hendes mor, Amalia af Solms-Braunfels, som løste problemet ved at arrangere et ægteskab mellem hendes barnebarn, Vilhelm 3. af England, og Jakob 2.'s datter, Maria 2. af England, hvor parret blev kronet som forenede monarker i den glorværdige revolution i 1688. Beau Sancy blev på den måde en del af Storbritanniens kronregalier i regeringsperioden for Vilhelm og Maria. Maria døde før Vilhelm i 1694, og da kongen døde i 1702, blev diamanten nedarvet til Huset Oranien, idet parret ikke fik børn.
Det højstrangerende medlem af huset, Frederik 1. af Preussen, krævede diamanten i 1702. Han var ivrig efter at efterligne andre enevældige monarker, efter at Frederik 1. havde ophøjet sig selv med titlen som konge af Preussen bare året tidligere. Frederik anså den historiske Beau Sancy-diamant som hjørnestenen i de preussiske kronjuveler. Diamanten blev sat i en ny krone, som havde den en berettet pris på 300.000 rigsdaler. Diamanten blev i 1713 nedarvet til 'soldaterkongen" Frederik Vilhelm 1. af Preussen. I 1740 i arv til Frederik den Store, som på berømmet vis affærdigede smykker, og gav derfor stenen til sin hustru, Elisabeth Christine af Braunschweig-Wolfenbüttel-Bevern, som fik Beau Sancy gensat i 1739 i rokoko-stil. Et portræt af hende af maleren Antoine Pesne viser diamanten som centrum for en markant, pink sløjfe.
Beau Sancy forblev i Huset Hohenzollerns besiddelse i 179 år. Den overlevede den fjerde koalitionskrig og så de preussiske konger blive til tyske kejser. Diamanten fastholdt sin position som en beskattet kronjuvel, men den blev gensat flere gange som et vedhæng, idet det var tradition at bære sådan et smykke ved bryllupper. Den sidste kejserinde til at bære diamanten var Augusta Viktoria af Slesvig-Holsten-Sønderborg-Augustenborg, hustru til kejser Vilhelm 2. I 1918 abdicerede kejseren ved afslutningen på 1. Verdenskrig og gik i eksil i Nederlandene, men diamanten forblev i Berlin. Ved slutningen af 2. Verdenskrig blev diamanten flyttet til en tilmurret krypt, hvor den blev fundet af britiske tropper og returneret til Hohenzollern-huset. I årtierne efter 2. Verdenskrig blev Beau Sancy fra tid til anden vist på offentlige udstillinger. I 1972 blev den vist i Helsinki sammen med dens søstersten, Sancy, og på det tidspunkt havde de to sten været separeret i 370 år.
Diamantens historie i Huset Hohenzollerns besiddelse slutter i 2012, hvor den blev sat på auktion hos Sotheby's af Georg Friedrich af Preussen. På trods af vurderinger af stenen før auktionen på mellem $2–4 millioner, endte auktionen med en 8 minutter lang budkrig mellem fem interesserede parter. Det sidste bud blev givet af en anonym køber, og Beau Sancy-diamanten er ikke blevet vist offentligt siden.

## Medier
- Sotheby's korte video om Beau Sancy